# Vojislav P. Nikčević
Vojislav P. Nikčević (crnogorski: Војислав П. Никчевић; Stubica, Nikšić 18. siječnja 1935. – Beograd, 2. srpnja 2007.) je crnogorski jezikoslovac, njegošolog i povjesničar književnosti, utemeljitelj montenegristike. 
Nakon mature odlazi studirati u Zagreb, gdje diplomira i doktorira na Filozofskom fakultetu. Bio je suradnik Enciklopedije Leksikografskog zavoda, Enciklopedije Jugoslavije te brojnih znanstvenih časopisa. 
Bio je profesor na Filozofskom fakultetu u Nikšiću.
1990-ih je obavio prvi znanstveni pokušaj kodificiranja crnogorskog jezika.
Smatra se da je prof. Nikčević dao glavni znanstveni doprinos utemeljenju crnogorskoga jezika kao službenog u Crnoj Gori, kao i njegovom kodificiranju koje je obavljeno srpnja 2009. godine.

## Djela
- Mladi Njegoš
- Istraga poturica u Njegoševu Gorskom vijencu
- Piši kao što zboriš
- Istorija crnogorskog jezika (dva toma)
- Pravopis crnogorskog jezika
- Crnogorska književna raskršća
- Štokavski dijasistem
- Gramatika crnogorskog jezika
- Istraga poturica-mit ili stvarnost
- Ljubišina jezička kovnica